# Crantor
Crantor (Oudgrieks: Κράντωρ / Krantōr) van Soli in Cilicië (± 335 - ± 275 v.Chr. was een Griekse filosoof van de Oude Akademie. Hij was een leerling van Xenocrates en Polemon, bevriend met Crates van Thria, en op zijn beurt leermeester en vriend van Arcesilaüs van Pitane, aan wie hij zijn bezittingen naliet.
Crantor was de eerste persoon die ooit een commentaar schreef op een van Plato's dialogen, meer bepaald op de Timaeus. Bovendien schreef hij een Περὶ πένθους / Perì pénthous (d.i. "Over de rouw"') om een zekere Hippocles te troosten bij het verlies van diens kinderen. Dit - overigens verloren gegane - geschrift verwierf in zijn tijd grote faam en werd het model voor de gehele latere consolatio-literatuur, die door Cicero in Rome werd geïntroduceerd.
Kenmerkend voor de Academicus Crantor is dat hij niet, zoals de Stoïcijnen, de ἀπάθεια / apátheia (d.i. algehele afwezigheid van affecten) predikte, maar wel de μετριοπάθεια / metriopátheia (d.i. matiging van affecten).
- Bibsys: 95000932
- Gemeinsame Normdatei: 102385815
- Virtual International Authority File: 536149294229480521136